# Comuna Kalne, Kozova
Kalne (în ucraineană Кальне) este o comună în raionul Kozova, regiunea Ternopil, Ucraina, formată din satele Budova, Kalne (reședința) și Makovîsko.

## Demografie
Componența lingvistică a comunei Kalne
     Ucraineană (99,87%)
     Alte limbi (0,13%)
Conform recensământului din 2001, majoritatea populației comunei Kalne era vorbitoare de ucraineană (99,87%), existând în minoritate și vorbitori de alte limbi.